# Nixon (Teksas)
Nixon – miasto w Stanach Zjednoczonych, w stanie Teksas, w hrabstwie Gonzales.